# Каділлак (Мічиган)
Каділлак (англ. Cadillac) — місто (англ. city) в США, в окрузі Вексфорд штату Мічиган. Населення — 10 371 особа (2020). У туристичний сезон/Сезонні роботи в галузях — до 75000 осіб.
Місце розташування: приблизно за 100 миль північніше Гренд-Репідс, штат Мічиган і в 49 милях на південний схід від Траверс-сіті, штат Мічиган.
Органи управління: міська рада/глава (один з перших в штаті), приналежність до округу Wexford.

## Географія
Каділлак розташований за координатами 44°15′5″ пн. ш. 85°24′50″ зх. д. / 44.25139° пн. ш. 85.41389° зх. д. (44.251327, -85.413986).  За даними Бюро перепису населення США в 2010 році місто мало площу 23,38 км², з яких 18,55 км² — суходіл та 4,83 км² — водойми.

### Клімат
| Клімат : Каділлак     | Клімат : Каділлак | Клімат : Каділлак | Клімат : Каділлак | Клімат : Каділлак | Клімат : Каділлак | Клімат : Каділлак | Клімат : Каділлак | Клімат : Каділлак | Клімат : Каділлак | Клімат : Каділлак | Клімат : Каділлак | Клімат : Каділлак | Клімат : Каділлак |
| Показник              | Січ.              | Лют.              | Бер.              | Квіт.             | Трав.             | Черв.             | Лип.              | Серп.             | Вер.              | Жовт.             | Лист.             | Груд.             | Рік               |
| Середній максимум, °C | −3,3              | −2,8              | 2,2               | 11,1              | 18,3              | 23,9              | 26,7              | 25,6              | 20,6              | 13,9              | 5,0               | −1,1              | 11,7              |
| Середній мінімум, °C  | −11,7             | −12,8             | −7,8              | −1,1              | 5,0               | 11,1              | 13,3              | 12,2              | 8,9               | 3,3               | −2,8              | −8,3              | 0,9               |
| Норма опадів, мм      | 43                | 41                | 48                | 69                | 76                | 79                | 74                | 74                | 89                | 71                | 69                | 43                | 772               |
| --------------------- | ----------------- | ----------------- | ----------------- | ----------------- | ----------------- | ----------------- | ----------------- | ----------------- | ----------------- | ----------------- | ----------------- | ----------------- | ----------------- |
| Джерело: Weatherbase  |                   |                   |                   |                   |                   |                   |                   |                   |                   |                   |                   |                   |                   |

## Демографія
Згідно з переписом 2010 року, у місті мешкало 10 355 осіб у 4280 домогосподарствах у складі 2625 родин. Густота населення становила 443 особи/км².  Було 4927 помешкань (211/км²).
Расовий склад населення:
| - 95,6 % — білих - 1,0 % — азіатів - 0,6 % — корінних американців - 0,5 % — чорних або афроамериканців |

До двох чи більше рас належало 1,8 %. Частка іспаномовних становила 1,8 % від усіх жителів.
За віковим діапазоном населення розподілялося таким чином: 24,7 % — особи молодші 18 років, 58,2 % — особи у віці 18—64 років, 17,1 % — особи у віці 65 років та старші. Медіана віку мешканця становила 36,5 року. На 100 осіб жіночої статі у місті припадало 90,2 чоловіків;  на 100 жінок у віці від 18 років та старших — 86,5 чоловіків також старших 18 років.
Середній дохід на одне домашнє господарство  становив 48 571 долар США (медіана — 37 288), а середній дохід на одну сім'ю — 56 378 доларів (медіана — 47 484). Медіана доходів становила 35 826 доларів для чоловіків та 28 877 доларів для жінок. За межею бідності перебувало 17,8 % осіб, у тому числі 24,3 % дітей у віці до 18 років та 6,5 % осіб у віці 65 років та старших.
Цивільне працевлаштоване населення становило 4292 особи. Основні галузі зайнятості: виробництво — 23,9 %, освіта, охорона здоров'я та соціальна допомога — 21,3 %, роздрібна торгівля — 14,4 %, мистецтво, розваги та відпочинок — 9,3 %.

## Промисловість
Основні галузі промисловості:
- Виробництво виробів з гуми та каучуку;
- Виробництво невеликих суден та яхт;
- Охорона здоров'я;
- Виробництво пилососів та інших машин для прибирання;
- Запасні частини для тягачів-вантажівок;
- Запасні частини для легкових автомобілів;
- Чавуноливарний завод;
- Виробництво військової техніки;
- Виробництво всіляких напоїв;
- Туризм.